# Station Anderlecht

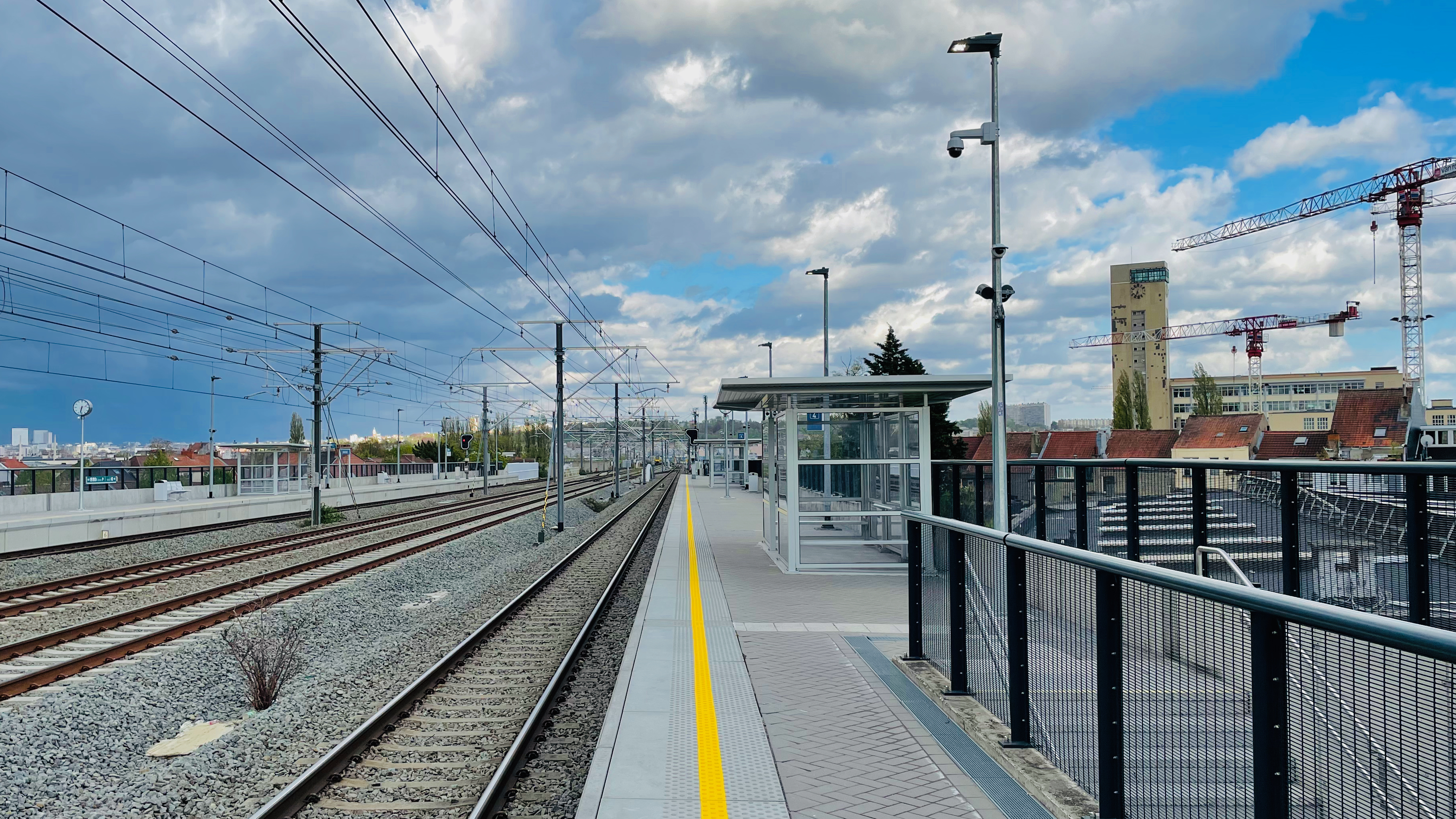
Zicht op de perrons in 2021

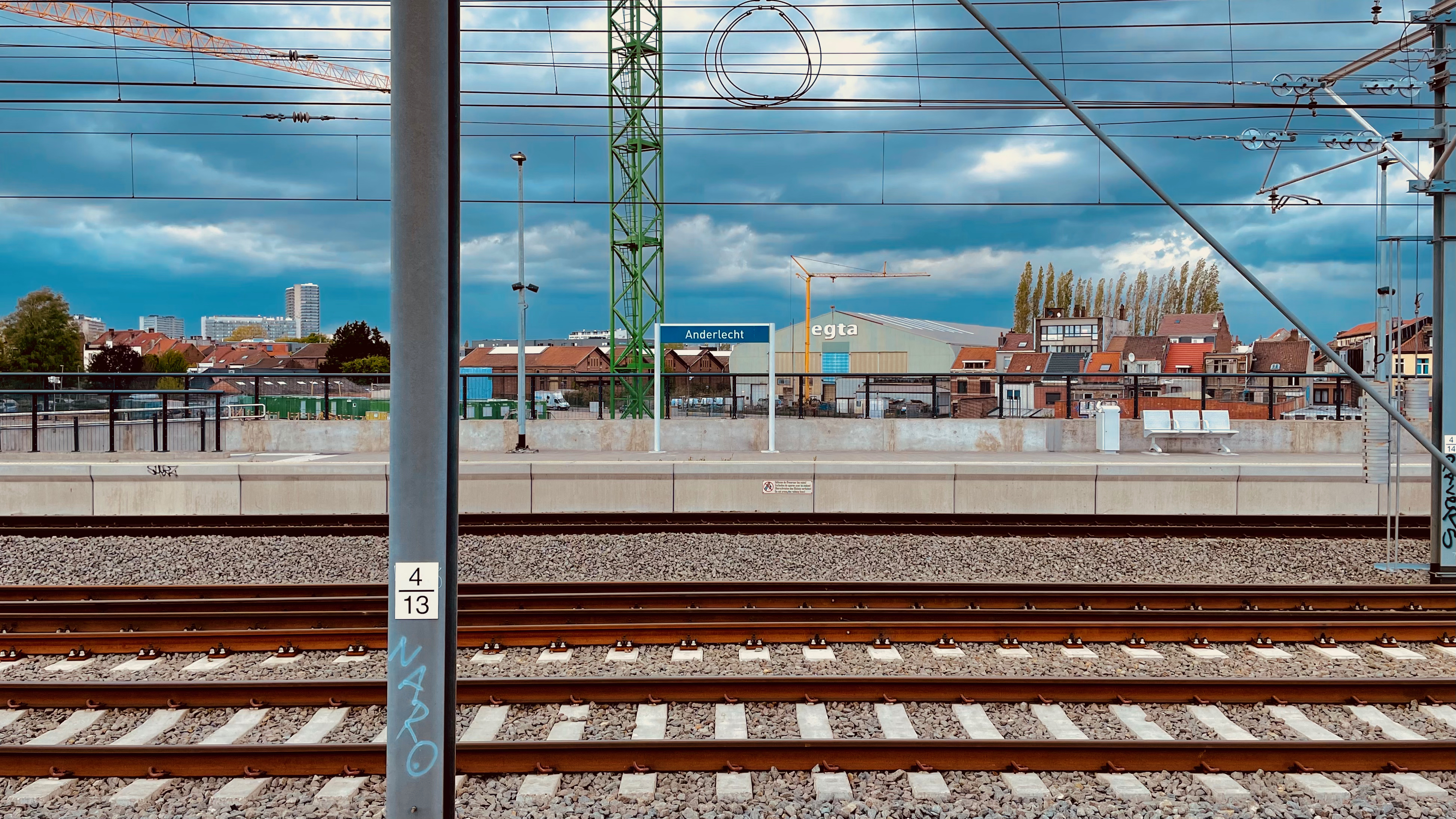
Zicht op de sporen in 2021

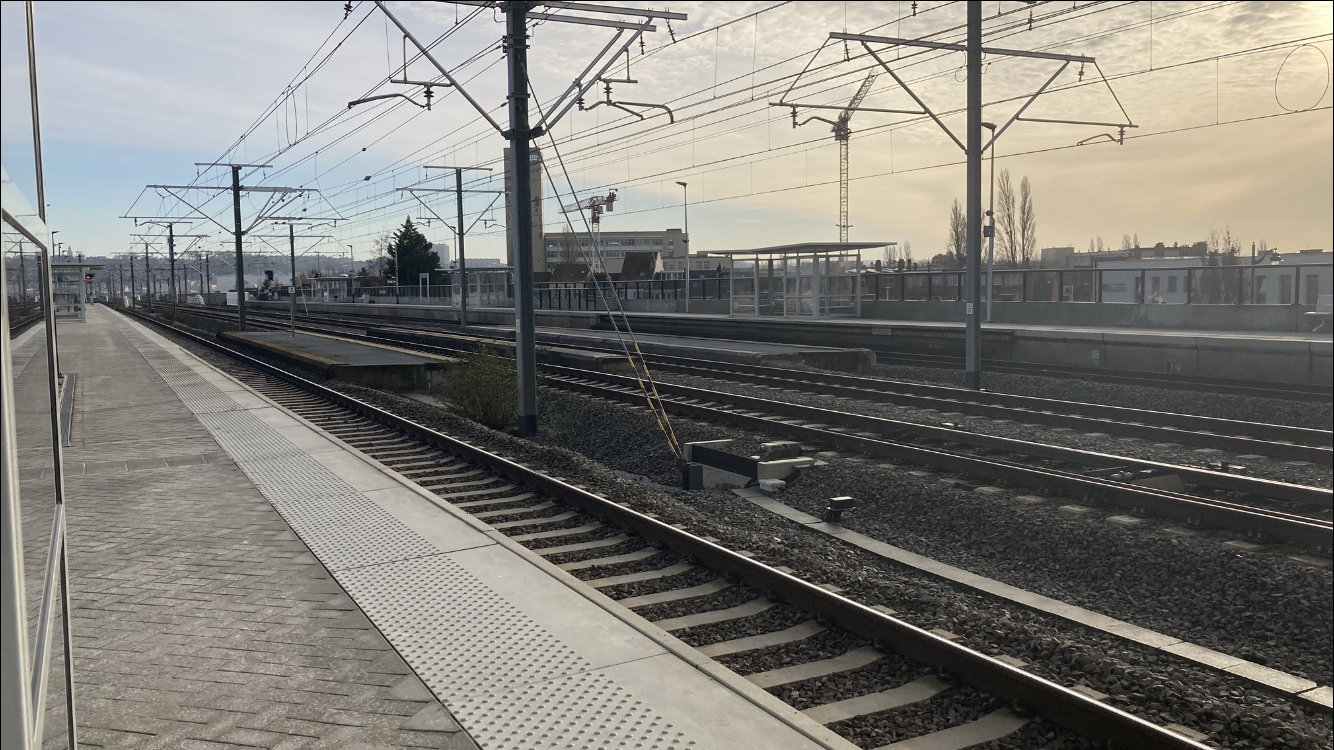
Zicht op de perrons in 2020

Station Anderlecht is een treinstation gelegen in de Brusselse gemeente Anderlecht langs spoorlijn 50A/C. Het station ligt vlak bij het metrostation COOVI.

## Geschiedenis
In het kader van het Gewestelijk ExpresNet (GEN) zou er een nieuw treinstation "Anderlecht" komen. In 2013 bevestigde de NMBS dat dit GEN-station opgenomen werd in het investeringsplan voor de komende jaren. Bij de verdubbeling van de sporen van spoorlijn 50A (tussen 2010 en 2016) werd de ruwbouw reeds gedaan. De voltooiing van het GEN-station zou starten in 2017. In 2017 startten de werken echter niet, maar werd wel aangekondigd dat het station in 2020 zou openen.
Op 13 december 2020 opende het station officieel. Sindsdien bedient de S3 Zottegem - Brussel - Dendermonde in de werkweek eens per uur het station. In het weekend stopt de S3 Zottegem - Brussel - Schaarbeek er eens per uur. Sinds 2022 is de weekdienst verdubbeld naar tweemaal per uur, via de S8-trein.

## Spoorindeling
Omdat slechts een deel van de treinen in dit station stopt, terwijl de rest van de treinen op volle snelheid passeert, liggen de perrons niet direct aan de doorgaande sporen, maar aan twee zijsporen die samen spoorlijn 50C (Denderleeuw - Brussel-Zuid) vormen.
| Spoor | Spoorlijn | Richting                                                                              |
| ----- | --------- | ------------------------------------------------------------------------------------- |
| 1     | 50C       | Brussel - Dendermonde / Schaarbeek/ Brussel-Luxembourg - Ottignies - Louvain-La-Neuve |
| 2     | 50A       | Brugge - Aalter - Gent-Sint-Pieters - Brussel-Zuid - Brussels Airport-Zaventem        |
| 3     | 50A       | Denderleeuw / Gent-Sint-Pieters - Brugge - kust                                       |
| 4     | 50C       | Denderleeuw - Zottegem                                                                |

## Situering
Het treinstation ligt vlak bij afrit 16 Anderlecht / Sint-Pieters-Leeuw van de Brusselse Ring (R0) en een P&R- voorziening met zo'n 1350 parkeerplaatsen. Het trein- en metrostation liggen vlak bij het scholencomplex COOVI (Centrum voor Onderricht en Opzoekingen der Voedings- en chemische Industrie), waar opleidingen in de voedings-, hotel- en agrarische sector gevolgd kunnen worden en waar tevens volwassenenonderwijs aangeboden wordt. Op de Bergensesteenweg is in de nabijheid van het trein- en metrostation een vestiging van meubelbouwer IKEA en een BricoPlanit te vinden. Deze ketens bevinden zich op wandelafstand van het treinstation.
Het perron richting Brussel en Dendermonde / Schaarbeek ligt aan de kant van Hoorickxstraat nabij de Anderlechtse wijk Het Rad.
Het perron richting Denderleeuw en Zottegem (aan de andere kant van de brug) ligt aan de kant van de BricoPlanit en metrostation COOVI.

## Treindienst
| Serie | Treinsoort | Route                                                                                 | Bijzonderheden |
| ----- | ---------- | ------------------------------------------------------------------------------------- | --- |
| S 3   | GEN (NMBS) | [ Denderleeuw – ] Geraardsbergen – Brussel-Zuid – [ Dendermonde ] / [ Schaarbeek ]    | Rijdt tijdens de spits vanaf/naar Denderleeuw. Tijdens de spits extra ritten Geraardsbergen-Schaarbeek. Rijdt tijdens het weekend Denderleeuw-Brusssel-Noord.      |
| S 8   | GEN (NMBS) | Zottegem – Anderlecht – Brussel-Zuid – Brussel-Schuman – Ottignies – Louvain-la-Neuve | Rit naar Zottegem rijdt niet in het weekend. Een rit rijdt dagelijks tussen Brussel-Zuid - Ottignies. Een rit rijdt dagelijks tussen Ottignies - Louvain-la-Neuve. |
| S 3   | GEN (NMBS) | Zottegem – Anderlecht – Brussel-Zuid – Schaarbeek                                     | Alleen in het weekend en de spits. |

## Reizigerstellingen
De grafiek en tabel geven het gemiddeld aantal instappende reizigers weer op een week-, zater- en zondag.
| Tabel: aantal instappende reizigers station Mouterij | Tabel: aantal instappende reizigers station Mouterij | Tabel: aantal instappende reizigers station Mouterij | Tabel: aantal instappende reizigers station Mouterij |
|                                                      | Weekdag                                              | Zaterdag                                             | Zondag                                               |
| ---------------------------------------------------- | ---------------------------------------------------- | ---------------------------------------------------- | ---------------------------------------------------- |
| 2019                                                 | -                                                    | -                                                    | -                                                    |
| 2020                                                 | -                                                    | -                                                    | -                                                    |
| 2021                                                 | -                                                    | -                                                    | -                                                    |
| 2022                                                 | 675                                                  | 229                                                  | 241                                                  |
| 2023                                                 | 699                                                  | 205                                                  | 164                                                  |
| 2024                                                 | 744                                                  | 264                                                  | 211                                                  |

Anderlecht · 
Arcaden · 
Bockstael · 
Boondaal · 
Bordet · 
Bosvoorde · 
Brussel-Centraal · 
Brussel-Congres · 
Brussel-Groendreef · 
Brussel-Kapellekerk · 
Brussel-Luxemburg · 
Brussel-Noord · 
Brussel-Schuman · 
Brussel-West · 
Brussel-Zuid · 
Delta · 
Diesdelle · 
Etterbeek · 
Evere · 
Ganshoren · 
Haren · 
Haren-Zuid · 
Jette · 
Josaphat · 
Koninklijk Station · 
Koninklijke Sint-Mariastraat · 
Kuregem · 
Laken · 
Leuvensesteenweg · 
Meiser · 
Merode · 
Moensberg · 
Mouterij · 
Paleisstraat · 
Rogierstraat · 
Schaarbeek · 
Schaarbeek-Josaphat · 
Simonis · 
Sint-Agatha-Berchem · 
Sint-Job · 
Thurn en Taxis · 
Thurn en Taxis (Goederen) · 
Ukkel-Kalevoet · 
Ukkel-Stalle · 
Vorst-Oost · 
Vorst-Zuid · 
Watermaal · 
Wetstraat · 
Zoniënwoud
3,8: Brussel-Zuid ·
7,8: Anderlecht ·
52,1: Gent-Sint-Pieters ·
56,1: Drongen ·
58,8: Halewijn ·
61,9: Landegem ·
64,9: Hansbeke ·
68,5: Bellem ·
71,5: Aalter ·
76,1: Maria-Aalter ·
80,7: Beernem ·
86,5: Oostkamp ·
92,2: Brugge ·
98,9: Varsenare ·
101,8: Jabbeke ·
108,0: Oudenburg ·
109,9: Zandvoorde ·
114,3: Oostende